# ディック・グレイソン
ディック・グレイソン（英: Dick Grayson）は、DCコミックスの出版するアメリカンコミック『バットマン』に登場する架空のスーパーヒーロー。ボブ・ケインとビル・フィンガーによって創造され、1940年に登場した。

## 概要
ボブ・ケインとビル・フィンガー、ジェリー・ロビンソンによって創造され"Detective Comics #38"（1940年5月）でロビンとして初登場した。「Robin the Boy Wonder（脅威の少年ロビン）」の異名を持つ。マーヴ・ウルフマンとジョージ・ペレスによって"Tales of the New Teen Titans #44"（1984年7月）でナイトウィングとして再登場した。
ディック・グレイソンは「Flying Graysons（フライング・グレイソンズ）」と呼ばれるサーカスのアクロバット一家の末っ子だった。子供の頃にギャングのボス、トニー・ズッコに両親のジョン・グレイソンとメアリ・グレイソンが殺される殺人事件を目撃する。ブルース・ウェインことバットマンにディックの親権が移り、グレイソンはバットマンと一緒にズッコを調査し、彼に正義をもたらすために必要な証拠を収集した。1940年から1969年を通して、ロビンは「the Boy Wonder」と呼ばれていた。ロビンの初期の冒険が含まれる＃65から＃130（1947年から1952年）までを単独で活躍した。1940年から1980年代を通じてバットマン関連のコミックや他のDCコミックスの出版物のレギュラーだった。
バットマンはディックのために赤色のチュニック、黄色のケープ、緑色の手袋、ブーツ、スパンデックスブリーフ、およびユーティリティベルトからなるコスチュームを作成した。彼は高校を卒業してハドソン大学に在籍した。ロビンは1970年から1980年代まで「the Teen Wonder」としてキャリアを続けた。ディック・グレイソンはティーン・タイタンズの創設メンバーであり、チームのリーダーとして活躍した後は、ナイトウィングとしてゴッサム・シティ近郊の街ブルードヘイブンを中心に活動した。
ロビンは若い読者を引き付けるために考案され、バットマン関連のコミックの売上を倍増した。"Robin the Boy Wonder"の異名とコスチュームの外観は『ロビンフッドの冒険』に触発されたものだった。ジェリー・ロビンソンは「ロビン・フッドの冒険は私の少年時代のお気に入りだった。私がロビン・フッドを提案したとき、すぐにスケッチしました。彼らはそれが好きなように見えたから、コスチュームを示した。そして、あなたがそれを見れば、本を持っていないので、私の記憶が正しければワイスのコスチュームだと思うでしょう」と述べた。名前は鳥のロビンではなく、イングランドのロビン・フッドから取られた。

## 人物
本名：リチャード・ジョン・"ディック"・グレイソン (Richard John "Dick" Grayson)
ディック・グレイソンは軽業師の夫婦ジョン・グレイソンとメアリ・グレイソンの間にある年の春分の日に生まれた。ディックは8歳でサーカスのアクロバットを務めており、ハリーサーカスで「フライング・グレイソンズ」として一家で演技を披露していた。彼はかなり幼い頃から演技に参加しており、よちよち歩きが出来るようになるころにはアクロバットを仕込まれていた。両親と共に過ごすディックはサーカスで「ボーイワンダー」となりオリンピックで優勝することを望まれていた。
パフォーマンスの準備をしていると、ディックは悪名高いアンソニー・"ボス"・ズッコがサーカスのオーナーに金を払うように演技者たちを脅迫しているのを耳にした。オーナーは拒否したが、その夜若きグレイソンはゴッサムのエリート達の眼前で両親が渡っている綱が切れ、それによって命を失う様を目撃する。ディックは両親にすぐさま警告をしなかった事に責任を感じた。
悲劇から間もなく資産家の慈善活動家ブルース・ウェインが劣悪な環境の児童養護施設から救いだした。新たな後見人に構ってもらえず、両親の死にまつわる謎に欲求不満になり、グレイソンはある夜、自分自身の手で犯罪を解決すべくウェイン邸を抜け出し、殺人事件を調査していたバットマンを見かける。彼らはズッコの共犯を割り出す事に成功したが、彼は逮捕される前に心臓マヒで死に到った。 ディックの姿に過去の自身を見出したバットマンは、少年に自分がブルース・ウェインであることを明かし、さらに自分のクライムファイティングのパートナーとして生きる道を与えた。ディックはロビンを名乗り、修行の日々が始まった。

## 能力

### スキルとトレーニング
ディック・グレイソンは激しい肉体的運動を生業をする20代後半の男性として限界レベルの運動強度と耐久力を持っている。彼の探偵術と格闘術はバットマンのそれに匹敵し、生存している最強レベルのクライムファイターの一人である。彼は6つの格闘術をマスターしており、縄抜け、犯罪学、フェンシング、潜伏術、変装術、その他戦闘・非戦闘に関係なくあらゆる技術をバットマンから徹底的に仕込まれている。ディック・グレイソンは5'10フィート（1.78m）175ポンド（79kg）である。
ディックは天然のアスリートであり、人間としては限界レベルの敏捷性とアクロバットの技術を持っている。彼は一般的にはDCユニバース最高の軽業師であると看做されている。彼は地球上で四連続宙返りが出来る唯一の（かつては三人のうちの一人だった。他の二人は彼の両親）人間である。ブルース・ウェインの養子として最上の教育を受け、流暢に英語、フランス語、スペイン語、ロシア語、標準中国語、広東語、日本語を喋る事が出来、前半三つについては読み書きも出来る。ロマニー語や宇宙人の言語であるタマラン語についてもいくらか知識を有している。
彼は卓越したリーダーシップ力を持つ優秀で経験豊かな戦略家でありタイタンズやアウトサイダーズ、さらにはジャスティス・リーグでさえリーダーを務めた事がある。加えてディックの内面的な能力と他のヒーローとのつながりを保ち続ける努力によってスーパーヒーローコミュニティを結集し、団結させ、奮い立たせる達人となっており、この点において自身の師匠を凌駕している。

### テクノロジー
スーツ
ナイトウィングの現在のコスチュームは耐火繊維ノーメックスの一種、ケブラーのトリプル織りで出来ている。ダメージに対してかなり強く、電撃を絶縁する。彼のコスチュームは彼のファイティングスタイルに合ったものになっている。それゆえ、彼のコスチュームはバットマンのものと比べて衝撃吸収のためのボディアーマーの埋め込みが少ない。この弱点を強く素早い相手に利用されると、ナイトウィングはガントレットや両肩、マスク、ブーツにボディアーマーを追補する。彼の身を隠す黒いケープの代わりに、スーツが光に敏感になっており、周囲に合わせて暗くなる。マスクは彼を象徴するもので、接着剤で固定されており無線の送受信機とナイトビジョンレンズを搭載している。三代目の、そして現在のコスチュームは黒いボディスーツの上に青い翼をあしらっており、肩から腕を通って中指の先までマークが延長されている。グレッグ・ランドによってデザインされたものであり、ミニシリーズ"Nightwing: Ties THat Bind #2"（1995年10月）のカバーで初登場した。彼のスーツもバットマンと同じく中空で滑空したり飛行したり出来る翼を備えている。
彼のガントレットとブーツはそれぞれ8つのスペースを備えており、アイテムを収納できる。これらはバットマンのユーティリティベルトと同じような自己崩壊機能が組み込まれている。また別のセキュリティ手法としてスーツには一回だけのテーザー放電が出来る機能を内蔵しており、何者かがブーツやガントレットを弄ろうとすれば自動的に高圧電流が流れる仕組みになっている。ガントレットのそれぞれのセクションにはバットラング（ウィングディングス）を改造した音波や煙のペレットやノックアウトガスのカプセル、投げて使える発信器などが幅広く納められている。右手のガントレットには10万ボルトのスタンガンも備わっている。ガントレット同様、彼のブーツの収納スペースには照明弾や接触ではなく空気によって運ばれるいかなる毒にも対抗できる呼吸装置、ミニコンピュータ（ファックス、モデム、GPS、再書き込み可能なミニディスクドライブつき）など欠かす事が出来ない装備が詰まっている。その他のアイテムはロックピック、応急処置キット、小型携帯電話、プラスチック手錠、解毒剤の詰め合わせ、無線聞き取り装置、小さなハロゲン光源などである。ニューヨークに移ってから、ディックはガントレットやブーツを省く事が出来る黒いユーティリティベルトをコスチュームに追加した。
背中にバネ仕込みのポーチを背負っており、ナイトウィングは破壊不可能なポリマー製の二本一組のエスクリマの棒を携行し、攻撃・防御にも活かす事が出来る。これらのツールはワイヤ付きフックを飛ばす事が出来、デアデビルのビリークラブのようにスイング移動している場面がいくつかあるが、一方で彼はバットマンが現在使っている"ラインガン"を使っていたり、ガントレットに内蔵した引っ掛け鉤とワイヤをつかっている場面もある。
ナイトバード
ナイトバードはナイトウィングの改造車である。マッスルカーの車体にストリートカモフラージュを施しており、他の車に擬態させることができる。ナイトバードにはバットモービルの改良（防弾装甲、コミュニケーションリンクなど）の多くを施されている。それに加え、シャシとウェインテック製の改造エンジンには様々な外骨格をもつ車体が取り付けられる留め金が備え付けられている。これによりナイトウィングはいかなる環境に対しても溶け込めるようにナイトバードの外見を素早く変える事が出来る。

## 歴史

### ティーン・タイタンズ
"The Brave and the Bold #54"（1964年7月）では、バットマンが属するヒーローチーム「ジャスティス・リーグ」より若いチームが紹介された。このチームはバットマンのサイドキックのロビンが率い、アクアマンのサイドキックのアクアラッド、ザ・フラッシュのサイドキックのキッド・フラッシュ、3人でミスターツイスターに立ち向かった。その後、スピーディとワンダーガールが加わりJLAの彼らの相棒達をマインドコントロールから解放する為に結集した。彼らは「ティーン・タイタンズ」になる事に決めた。バットマンに叩き込まれた戦術により、ロビンはリーダーとして認められた。
1969年には、作家のデニス・オニールとアーティストのニール・アダムズがバットマンの暗いルーツにを取り戻した。この取り組みの一環としてロビンはシリーズから除外され、ディック・グレイソンはハドソン大学に送り込まれ、ディテクティブ・コミックとは別のストリップに追いやられた。これまでのティーン・ワンダーは1970年代バットマン誌には時々しか登場しなかった。1980年、グレイソンは再びティーン・タイタンズのリーダーに抜擢され、この時代にDCコミックスで最も愛されたシリーズの一つになった月刊シリーズである「ニュー・ティーンタイタンズ」に登場した。

### 独立
ディックはバットマンと冒険を続ける傍ら、ハドソン大学で法律を勉強しはじめた。しかし、勉学への興味を失い単独での任務の遂行に乗り出し、クライムファイター（＝犯罪者退治専門のヒーロー）としてやっていける事を理解した。間もなく、謎めいた女・レイブンがディック・グレイソンをはじめとする数人の若いヒーロー達を召喚し、新たなタイタンズを結団した。ロビンはリーダーを引き受け、師匠の影から脱した。
いまや19歳になったディックは自分が大人になった事を自覚した。彼はもはやバットマンに依存しておらず、二人はクライムファイティングにおける方法論を巡って対立した。新たに見つけた自立の道とニューヨークでのタイタンズとしての活動によってゴッサムへの関与する時間は減っていった。彼はハドソン大学を一半期過ごしただけで中退した。ディックは自分自身の価値をタイタンズの中に見出していた。しかしバットマンは喜びはしなかった。彼はディックにこれ以上パートナーでいたくないというなら、ロビンをやめなければならないと知らせた。怒り狂い、傷つき、諦め、混乱したディック・グレイソンはウェイン邸を去った。しかし、それは最後というわけではなかった。難しい時期の彼を救ったのはタイタンズの仲間であり、その中には美しき異星人で、最終的にディックが恋に落ちるスターファイヤーもいた。彼はタイタンズのリーダーの座をワンダーガールに譲り、チームから離脱した。

### ナイトウィング
成長したディック・グレイソンはバットマンの若きサイドキックという役回りに飽き飽きして、クリプトン人の都市カンドールでの冒険で出会った地元のヒーローから名前を取って、ナイトウィングと名を改めた。『Nightwing; Secret Files & Origins』1号及び『Nightwing: Year One』ではクライシス以後のバージョンのディック・グレイソンがどのようにして（バットマンに解雇されてしまった）ロビンのアイデンティティを諦めるに到ったかを描いている。
新たに芽生えた独立心の対処に困ったディックは法律を学ぶ為にクライムファイターをやめようとしたが、それ以外の道での人生を見出す事が出来なかった。理解者を求めたディックはスーパーマンに対してロビンをやめたらどうすればいいかを尋ねた。それに応える形でスーパーマンはクリプトン星に伝わる昔話をした。ディックと同じく家族を失った男にまつわるものであった。その男は正義によって統治された世界を夢み、「ナイトウィング」を名乗って無力な者たちや犠牲になった者たちを守ろうとした。ディックはその伝説のクリプトン人に敬意を表して自身のコードネームをナイトウィングに改めた。
デスストローク・ザ・ターミネーター（スレイド・ウィルソン）によってタイタンズのチームメイトが全員捕われ、H.I.V.E.に送られた時、ディックはナイトウィングのアイデンティティーをお披露目し、ジェリコの助けをかりて彼らを解放した。グレイソンは最終的にバットマンの影から抜け出し、タイタンズを導き困難を切り抜けていった。彼はブラザー・ブラッドの手による洗脳を耐え、スターファイヤーとの関係が彼女の政略結婚によって傷つき、バットマンが新たなロビン（ジェイソン・トッド）を鍛えたがジョーカーの手によって殺害された事に深く影響を受けた。（en:Batman: A Death in the Familyを参照の事。）

### クライシス以降
『クライシス・オン・インフィニット・アース』の後、ディックのオリジンと歴史はブルース・ウェインと同じくあまり変更が加えられず、些細な変更に留まった。彼は12歳の軽業師で、両親の殺害の目撃者である。この出来事はもっと後のコミックスで詳しく語られる事になった。事件に先駆けて、彼と彼の家族は後に深く関わる事になる当時6歳のティム・ドレイクに出会っている。『Legends of the Dark Knight』100号では事件の前にディックはロープを切った男に会っていたが、顔を激しく打たれただけだった。事件を調査していたバットマンは少年を守り、暗殺者を攻撃した。ディックは軽い脳しんとうを起こし、意識を失った。『Batman: Year Three』で探索された事実によると、彼は病院で処置を受けた後、養護施設に送られたが、被収容者数人から虐待を受けた。この不正が発覚してから、彼はカトリック系の孤児院に移送された。彼は脱走を企てたが、バットマンに阻止され、間もなくここを出られる事を確約した。まもなく少年に同情したブルース・ウェインはディックを施設から連れ出し、法的に養子にした。当初はディックが亡くなった父親を取り替えることを嫌がったため、彼は単に後見人として少年を引き取った。ブルースに会って間もなく、ディックは彼が『Year One: Robin Annual』で見せたようなプレイボーイで女ったらしな側面を持つ事を知った。彼は自分が引き取られたのはただ単にウェインにとってポジティブな評判をえるためなのだと考えるようになった。『Batman: Dark Victory』の後半では彼の不安とウェイン邸での居心地の悪さを明かしている。ブルースは調査に出ている為あまり家におらず、アルフレッド・ペニーワースが主要な保護者であり、唯一の親友であった。
ディックは両親を殺害した犯人を探す為にウェイン邸を脱走した。『Dark Victory』では彼はズッコの居場所を突き止め、彼のガードマンたちを退け、彼らと対峙した。不幸にもバットマンに救出されるまでに彼はめった打ちにされた。意識を取り戻したディックは自分がバットケイブにいることを知った。ブルース・ウェインは少年に自分の正体「バットマン」を明かした。ブルースは彼にサイドキックという仕事を提案した。正義と堅忍をろうそくの光の元に誓い、ディックは直ちに提案を受理し、バットマンのもと修行を開始した。ブルースはディックに戦闘テクニックと探偵術を3ヶ月かけてみっちり仕込み、夜はロビンとして街に出る彼を手助けした。最終的に彼は「The Gauntlet」という最終試験を受ける事になった。ディックは外部からの手助けをかりずに一晩ゴッサムの街でダークナイトから逃げ回らなければならなかった。彼は最終的に成功を修め、同時にギャングスターのジョー・ミネットに法の裁きを受けさせた。グレイソンはバットマンの一人前のクライムファイティングのパートナー「ロビン・ザ・ボーイワンダー」となった。二人はトゥーフェイスやハングマンの企てを止め、トニー・ズッコに法の裁きを受けさせた。事件の終盤までにブルースは公式にディックを息子として迎え入れた。
ディックはロビンとしての最初の1年を満喫しており、トゥーフェイスと対決するまで仕事を冒険と考えていた。そのヴィランは裁判官のLawrence Watkinsとバットマンを捕獲し、double gallows death-trapで絞首刑用の縄で吊るし上げた。ロビンは裁判官を救おうとして、トゥーフェイスに彼のトレードマークでコイントスをさせワトキンスが吊るされるべきかを決めさせた。ロビンはコイントスに勝ったが、トゥーウェイスはその勝負に敬意を払って裁判官を溺れさせた。ロビンはワトキンスの死を防ぐ事が出来ず、トゥーフェイスに痛めつけられた。ブルースはその場面を目撃していたが、身動きができなかった。最終的に自力で脱出したバットマンはヴィランを逮捕した。しかしこの出来事は若きクライムファイターの感情を傷付けた。これ以上ディックを危険にさらすよりはと、バットマンはパートナーをクビにして、13歳のボーイワンダーを一時的に休職させたがその後すぐに復職させた。4年後17歳になったディックはジョーカーに肩を打たれた。おびえたバットマンは遂に彼のパートナーとしてのロビンのキャリアを終わらせた。解放を願ったディックはマンションを出て、フルタイムでティーン・タイタンズで活動するようになった。
新たなロビンとなったジェイソン・トッドはある夜、倉庫に店を構えた麻薬商人達を捕えるべく単身向かっていった。彼は屋上で見つかり天窓に叩き付けられた。犯罪者達が彼に近寄った時、彼を叩き付けた暴漢が同じく天窓から投げ飛ばされてきた。麻薬商人達ははじめは投げた男をバットマンだと思ったが実際には新たなロビンに目を光らせていたナイトウィングであった。悪漢達を蹴散らしロビンを助けたナイトウィングはロビンに対してブルースに話があるといった。翌朝、ブルースはジェイソンにナイトウィングは初代ロビンであり、ナイトウィングの正体を明かさなかったのは役目ではないと感じたからだと言った。ジェイソンが登場してから、ナイトウィングはブルースの元に現れ、話し合いの中で何故自分の後任がついたのかを理解した。ジェイソンがいかにして帰る場所を失ったかについて、ゴッサムが単独でクライムファイトをするには危険になりすぎた事について、いくつかのカバーストーリーが続いた後、ブルースはついにディックを失って寂しかった事を明かした。
その夜の後、ロビンは別の場所に店を設置した麻薬商人のグループを発見した。そこにはすでにナイトウィングが待っており彼を驚かせた。ナイトウィングはジェイソンに自分の昔のロビンコスチュームを与え、いつの日かジェイソンがロビンになるだろうと告げた。二人は一緒に犯罪者たちに踏み込んだ。

### ニュー・タイタンズ
傷つき、裏切りを感じたブルースとディックはしばらく反目しあっていた。この反目はジェイソン・トッドの死によって増々大きくなった。ニュータイタンズで活躍していたおり、彼はティーンエイジャーとなったティム・ドレイクによって探し出された。ティムのただ一つの目的はナイトウィングに再びロビンになってもらうことであった。ディックは自分がかつて務めていた地位は役不足だと感じたためきっぱりと断った。ディックの拒絶がきっかけとなり、ティムは新たなロビンになる道を進むようになる。数週間かけて彼の潜在能力の高さを納得させ、証明した後、ディックはアルフレッドの助けを借りて、ティムの一件をバットマンに任せに戻った。彼らの討論とバットマンにはロビンが必要だと言う実感によって、ティム・ドレイクは第三のボーイワンダーとなった。
その後悪漢ジェリコとワイルドビーストソサイエティにタイタンズのメンバーの幾人かが拉致された。この冒険はチームに深く影響を与えた。グループは進退に関わるギスギスした時期に入った。長く付き合っていた友人達は一生残る傷を負ったり、殺害されたりしたがディックはチームに残り、チームの中核であり続けた。これらの出来事を機に、ナイトウィングは二代目のコスチュームを採用した。
しかしスターファイヤーとの関係はこじれ、ゴッサムでの問題がナイトウィングの注意を引いた。彼は衝動的に彼女に結婚を申し込んだ。二人は結婚式を挙げたが、セレモニーはレイブンによって妨害された。レイブンは彼女の父親であるトライゴンの邪悪な分身として再生したのである。レイブンのスターファイヤーに対する容赦ない攻撃はディックとコリーの関係を変える切っ掛けになった。邪悪な「種」を埋め込まれた彼女は、地球を離れ精神の旅へといざなわれた。

### ナイトエンドとプロディガル
当時ベインとの死闘により足に麻痺を残していたブルース・ウェインはバットマンのマントをジャン・ポール・バレー（＝アズラエル）に預けた。ナイトウィングは自分をのけ者にしてよりにもよって「Nut job altar boy（頭のいかれた侍者）」に代役を任せた事に腹を立て、傷ついた。しかしブルースはバレーを選んだのはディックがもう独り立ちし、おそらく責任を転嫁されたくないだろうと思ったからだと主張した。本音を言えば、ブルースは単にディックをベインに引き合わせたくなかったのである。ディックは三代目ロビンことティム・ドレイクに干渉し、ブルースがゴッサムに戻ったおり、彼はバレーを蹴散らし、バットマンのマントをブルースに引き渡している。グレイソンがタイタンズに戻ると、既にチームが代わっていることに気付いた。政府が干渉権を発動し、かつてのスピーディことアーセナルをチームリーダーに据えていたのである。ナイトウィングは身を引き、タイタンズを後にし、ゴッサムシティの問題に集中することにした。
"Prodigal"のストーリーでは未だに背中を痛めているブルース・ウェインは渋るディックにしばらくの間バットマンとして代理を務めるように頼み、彼は了承した。この時期、ディックはトゥーフェイスと対峙し、悪霊達を鎮めている。このとき彼は後に弟分兼親友になるティム・ドレイクとも親交を結んだ。ブルースは治療を終え、ゴッサムに戻るとバットマンとしての役割の返還を要求した。何年もの間歪み合っていたブルースとディックだが、ようやく関係を修復しはじめたのだった。

### ナイトウィングシリーズ
ナイトウィングの人気上昇を受けたDCコミックスはキャラクターの将来性を試す為に単発のコミックを、次にミニシリーズを出す事を決めた。まず『Nightwing: Alfred's Return』1号（1995年7月）ではグレイソンはKnight Sagaでの出来事を切っ掛けにブルース・ウェインへの奉公をやめたアルフレッドを探す度に出た。彼らは英国のテロリスト達の英仏海峡トンネル破壊計画を妨害しゴッサムに帰ってきた。その後、『ナイトウィング』ミニシリーズ（1995年9月～12月、デニス・オニール作、グレッグ・ランド画）でディックはアルフレッドによって明かされた家系図によってフライング・グレイソンの殺害とクラヴィアの皇太子とが関連している可能性を知り、短期間だが永久にナイトウィングをやめようと考えていた。クラヴィアに旅立ったナイトウィング（三代目にして現在のコスチュームを着ている。）は殺人的なクラヴィアの指導者を引きずり落とす協力をし、民族浄化を防ぎ、その一方で両親と王子との真のつながりを知った。

### ブルードヘイブン
1996年ミニシリーズを成功させたDCコミックスはナイトウィングを主役にしたソロシリーズ（チャック・ディクソン作、スコット・マクダニエル画）を創刊し、ディックはゴッサム・シティ近郊の街ブルードヘイブンをパトロールする事になった。バットマンの要請により、ディックはこのかつて捕鯨の街だった工業の中心地に旅立ち、ゴッサムシティのギャング・ブラックマスクに繋がる数多くの殺人事件の調査をした。彼がそこで見たのは街が警察の腐敗と、巨悪の天才ブロックバスターことローランド・デズモンドによって強化された組織犯罪の手により瓦解している様子だった。
無防備で自分を必要とする街を前に、ナイトウィングはブルードヘイブンに留まりブロックバスターのカルテルを破壊する事に決めた。これにより彼はバットマン・ファミリーの一員として活動するには十分近く、自分自身の街と冒険と宿敵を持つのに十分遠い場所に留まる事になった。彼は裏社会に耳を傾けられるようにバーテンダーとなり、街を浄化する為に「オラクル」ことバーバラ・ゴードンと連携をとって働いた。ブロックバスターはまもなくナイトウィングの首に巨額の懸賞金を賭けたが、グレイソンは無節操なブルードヘイブンの警部ダッドリー・ソーメスに金を積んでキングピンの取引の情報を掴んでいた。ブルードヘイブンで過ごす間、ナイトウィングは凶暴だが熱心なストリートファイターNite-Wingのトレーニングを手助けした。

### タイタンズ復活とノーマンズランド
ナイトウィングがブルードヘイブンに拠点を移してから、銀河規模の脅威が地球に訪れ、かつてのタイタンズメンバーは仲間のサイボーグを救う為に再集結し、彼が地球に危機を晒すのを妨げた。彼らは彼らの師匠やジャスティス・リーグの友人達と仲違いをしたが、休戦し地球の平和を守りつつサイボーグを救う事が出来た。この冒険を機にグループは再結成を決め、ナイトウィングは再びリーダーの座についた。その頃、ディックは街を内部腐敗を一掃するためブルードヘイブンの警察署に入った。プライベートではディックとバーバラは以前のロビン/バットガールという関係を変えつつあった。ゴッサムがアメリカから切り離され実質的な無人地域になったおり（ノーマンズ・ランド）、ナイトウィングは堅牢なブラックゲート・プリズンに送られた。その後、ディックはバーバラ家の時計塔で回復し、二人はより親しくなり交際を始めた。

### ジャスティス・リーグのリーダー
『No Man's Land』以後、JLAがアクアマンとアトランティスの行方を尋ねる為に姿を見せない時期があった（The Obsidian Age）。彼らの失踪に先駆け、バットマンは不測の事態に備えて新たなJLAが発足されるようにナイトウィング、グリーンアロー、ジ・アトム、ホークガール、メジャー・ディザスター、フェイス、ファイアストーム、ジェイソン・ブラッドらを焚き付けていた。ナイトウィングはオリジナルのJLAが見つかるまでのリーダーに選ばれ、グループを率いて強敵であるアトランティスの女魔術師Gamemnaeと戦い、アクアマンを復活させアトランティスの沈没を手伝わせたが、その後候補者リストに戻された。

### グラデュエーションデイとアウトサイダーズ
何年もの間ナイトウィングは様々なタイタンズを率い、DCユニバースで最も尊敬されるサイドキック出身のヒーローとなった。しかし、クロスオーバー『Titans/Young Justice: Graduation Day』では暴走したスーパーマンロボットがリリスとトロイア（初代ワンダーガールのドナ・トロイ）を殺害した。この出来事が切っ掛けとなりヤング・ジャスティスとタイタンズは解散に追い込まれることになった。トロイアの葬儀でディックは友人の死を見るのに堪えられないと白状し、チームを解散し、公式なタイタンズの最後となった。数ヶ月後、アーセナルはナイトウィングを説得して新たなチーム「アウトサイダーズ」に引き入れようとした。彼はヴィラン達と戦い、家族の延長と言うよりも仕事仲間であろうとした。彼はしぶしぶ了承した。
アウトサイダーズ誌の作家ジュド・ウィニックはチームリーダー・ナイトウィングをよりバットマン的なアプローチで描いた。ナイトウィングは監督業以外ではチームメイト達と付き合いを拒んでいた。

### ブロックバスターの死
ディックはブルードヘイブン署の内部腐敗を暴露するのに重要な役割を果たした。当初の目的は達したが、ディックは警察官とナイトウィング業の両立を継続し、限界に追い込まれ、人間関係をギスギスしたものにしてしまった。警察と自警団活動との境界があいまいになりつつあり、最終的に上司でありシークレットアイデンティティを知るエイミー・ロールバッハによってこれ以上いかがわしい手段を用いさせないように解雇された。
母親の死についてナイトウィングに言いがかりをつけたギャングのボス・ブロックバスターはディック・グレイソンのアパートを爆破しディックの関係者全員の殺害を決心した。ヴィジランテのタランチュラが到着した時、ナイトウィングは彼女がそのヴィランを射殺するのを止めなかった。彼はこの事件後、精神分裂病に陥り、タランチュラは彼の感情的なトラウマを利用して彼とセックス（本質的にはレイプ）をした。ナイトウィングは憂鬱から抜け出し、自らの怠惰に責任をとった。彼はタランチュラを捕獲し、警察に出頭した。しかしエイミー・ロールバッハがナイトウィングは自由にしておいた方が世の中の為だと感じたため、告訴をさせないようにした。
ディックは警察の腐敗を打ち砕き、この街の犯罪組織の大部分を一掃した。しかし、彼のブロックバスターの死に関する役割は未だに途方もなく大きな罪悪感の源となっている。彼はクライムファイティングをやめ、後事をティム・ドレイクとカサンドラ・カインに委ねた。その後ニューヨークに移り、アウトサイダーズとの活動を密にした。しかしinsiderがアウトサイダーズと最新のティーン・タイタンズを脅かした後、ナイトウィングはチームがtoo personalになっていると気付いたため離脱した。

### インフィニット・クライシス
善悪の判断力の危機を迎え、ディックはレックス・ルーサーのシークレットソサイエティ・オブ・スーパーヴィランズに潜入する為に「レネゲイド」というヴィランであるふりをした。ナイトウィングは長きに渡る宿敵デスストロークと結託し、ベインの毒の血清の精製と配布を追跡し、ソサイエティのゴッサムとブルードヘイブンでの暗躍を監視した。また、彼はデスストロークの娘「ラベンジャー」ことローズ・ウィルソンのトレーニングをはじめ、かつ巧みに改宗させた。
デスストロークはブルードヘイブンがソサイエティによって破壊された時、ナイトウィングに復讐した。ソサイエティは街にケモというスーパーヴィランを投入し、100,000人もの市民を殺害した。ディックは生存者を救助しようとしたが、放射能汚染によって打ちのめされ、バットマンによって助け出された。ナイトウィングはブロックバスターの死を打ち明けバットマンに許しを求めた。バットマンは彼に自分が許すか否かは重要ではなく、ディックはブロックバスターの死を乗り越えなければならないのだと告げた。師匠に触発された彼は、バーバラ・ゴードンにプロポーズし、彼女は泣きながら彼にキスをして受け入れた。
バットマンはナイトウィングにこの危機を呼び起こした原因について警告させた。ディックはタイタンズタワーに飛んだが、タイタンズのメンバーはブルードヘイブンの災禍やOMACの猛攻撃の対応に追われており、彼の呼びかけに応じたヒーローはスーパーボーイ（コナー・ケント）だけだった。彼らはともに事件の中心であるアレクサンダー・ルーサー・Jrの所在を突き止め攻撃するが、スーパーボーイ・プライムによって返り討ちにあってしまう。プライムがナイトウィングを殺害しようとする寸前、コナーが間に入って自らの命を犠牲にして装置を破壊し、多次元宇宙の崩壊を食い止めた。
メトロポリスでの戦いの最中、バットマンの命を救おうとしたナイトウィングはアレクサンダー・ルーサー・Jrによって命に関わるほどの重傷を負った。元々、DCの編集者達はNewsaramaがフィラデルフィアで開催されたWizardWorldでのDCのパネルディスカッションで明かしたように『インフィニット・クライシス』でディック・グレイソンを殺すつもりでいた。
ジャスティス・ソサエティに救われたナイトウィングは傍らにバーバラを見つけた。歩けるようになるとバットマンは彼に自分とロビンと3人でブルースがダークナイトとなった起源となった旅を再び辿ってほしいと頼んだ。ナイトウィングはバーバラとの約束のために躊躇ったが、彼女は行くように勧め、公正な決定が下せるように婚約指輪を返した。バーバラはディックが自分自身を取り戻すのを重要視しており、それまでは結婚するべきではないと感じていた。二人は良好な関係のまま分かれたが、出発前にディックは彼女にロビン/バットガール時代の写真とチェーンにつないだ婚約指輪、いつか戻ると記した手紙をいれた封筒を残した。 
バットマンとロビンとの旅が終わると間もなく、ナイトウィングはインターギャングの足跡を追ってゴッサムに戻った。彼は新たなバットウーマンとレニー・モントーヤと共闘しインターギャングがゴッサムを破壊するのを止め、街中に散らばる炎を吹く何十もの装置を停止させた。

### ワンイヤー・レイター
ワンイヤーレイターではディック・グレイソンはナイトウィングに変装していた人物の正体を探る為にかつてのティーン・タイタンズと過ごしたニューヨークに帰還した。残忍な詐称者の正体は二代目ロビンことジェイソン・トッドであった。グレイソンはアウトサイダーズを率い内密かつ国際的に活動した。
ナイトウィングは連続殺人事件の容疑をかけた武装した盗賊ラプターを追いかけた。その後、ラプター自身が他の犠牲者と同じような手口でまだ見ぬ殺し屋に殺害され、グレイソン自身も生き埋めにされてしまう。彼の経験と彼の死予言する神秘的な声との関連を怪しみながらも脱出した。ナイトウィングは右腕のギプスのせいで日中自分を活動させる為の手段を探すのに難儀した。ナイトウィングは負傷によって無力化され、運に見放されながらも仕事を探し、謎めいた暗殺者の調査を続行した。
ある時点においてディックはブルース・ウェインのパーティーに出席する事に同意し、彼らの関係は良好であるように思われた。ブルースはディックにラプター事件の成功に対して賞賛を寄せ、かつてレックスコープの科学者達が所有するランドマンビルに調査に入った事について言及した。科学者達はラプタープロジェクトに関係しているようだった。ディックはティム・ドレイクとも兄弟に近い関係を維持し、ティムが去年1年間で失った多くのものについて対応する手助けをした。
ラプターの問題を片付けてから、ニューヨークは二人組のヴィランのブライドとグルームによって苦しめられた。ナイトウィングはいくつかの陰惨な事件（ラプター事件以来の親友も含んでいた。）が発生してから彼らを追跡した。ディックは彼らの捜索に躍起になり、どれほど遠くまで彼らを追いかける羽目になるか分からなかった。最終的に、彼は幾人かのヴィラン達と一時的にチームを組んで彼らを捜した。彼らは二人組の所在を突き止め、チームの幾人かに犠牲を出しながらもバーまで追いつめたが、そこでブライドは建物を崩壊させ、二人は下敷きになった。
ナイトウィングはかつてのタイタンズの面々と共にレイブンによって召喚され、ラベンジャーと復活したジェリコを攻撃する為に現在のタイタンズと彼らを標的にするデスストロークとの戦いに助太刀した。ナイトウィングとかつてのタイタンズはデスストロークとの戦いが終わっても、最近のデュエラ・デント殺人事件を調査する為に現在のチームとの共闘を続けた。
アウトサイダーズがチェックメイトに標的にされたのを切っ掛けに、ナイトウィングは彼らのアフリカでの活動が将来自分達の障害にならないことを条件に2つのチームが協力する事に同意した。しかしミッションは思った通りには進まず、あまつさえナイトウィング、ブラッククイーン、キャプテン・ブーメランは当局に捕獲されかけた。その後、バットマンはナイトウィング達を救ったミスター・テリフィックに呼び出された。そしてナイトウィングはバットマンに対して彼が優秀なリーダーであり、自分はアウトサイダーズの様なチームには向いていないことを認め、アウトサイダーズのリーダーの座を譲った。
バットマンはポジションを受け入れたが、彼は自分がチームに行わせようとする任務を遂行する為に再編成の必要を感じた。その為、彼はチームに一連のトライアウトを課した。最初のオーディションではチェモに攻撃を受けている宇宙ステーションに送り込まれたナイトウィングとキャプテン・ブーメランも参加していた。任務中にナイトウィングとバットマンやナイトウィングのように人々からの救済の為に戦う事に疲れたキャプテン・ブーメランは諍いを起こした。その後ナイトウィングは怒り、バットマンに詰め寄った。バットマンは彼に応じず、これは新たなアウトサイダーズが扱わねばならない事なのだと述べた。この時点で、ナイトウィングはアウトサイダーズから完全に離脱し、バットマンはナイトウィングが命をかけるには勿体ないと判断した為それが一番だと感じた。
ナイトウィングはニュー・ティーン・タイタンズと同じメンバーによる新たなタイタンズチームに加わり、名もなきトライゴンの子がレイブンやあらゆる世代のタイタンズに対して復讐を行うのを防ごうとした。ナイトウィングは再びチームを率い、トライゴンの息子達による世界滅亡の最初の試みをどうにか打ち砕いた。
ニューヨークコミコン2008での『Batman R.I.P.』の前宣伝ではDCコミックスはナイトウィング、ジェイソン・トッド、ハッシュをモチーフにした「I Am Batman」というキャプションをつけたピンを配布した。ストーリーラインではナイトウィングはクラブ・オブ・ヴィランズにより襲撃された。彼は後にアーカム・アサイラムで口から泡を吹き、クラブのメンバーであるピエロ・リュネールらしきスタッフに薬漬けにされているらしい様子が確認できる。アーカム自身の手によって実験的なロボトミー手術が予定されており、彼はアサイラムを牛耳るICoVによってすり替えられ、現在のブルースのフィアンセであるジザベル・ジェットと共に囮として用いられようとしている。
ジザベルがブラックグローブの名目上の長であることから彼女が捕まったのが罠だと明かされた。ナイトウィングのロボトミーは差し迫っていたが、ル・ボシュを打ちのめす事でなんとか脱出でき、バットマンファミリー、インターナショナル・クラブ・オブ・ヒーローズ、ブラック・グローブ間の戦いに加わった。
彼はバットマンがシモン・ハートのヘリコプターに引きずられ、敵もろとも炎をともなう爆発に巻き込まれ死亡する一部始終を見せつけられ、戦闘中に打ち捨てられたバットマンのケープを掴んでいる様子が描かれている。
2008年11月4日DC社は11年続いた『Nightwing』シリーズを153号をもって打ち切る事を報知した。

## 刊行目録
4号構成のミニシリーズを刊行した後、上記の通り1996年DCはディック・グレイソン（ナイトウィング）の月刊ソロシリーズを創刊し2008年まで続いてきたが、2009年2月に終了する。彼はその他いくつかのミニシリーズやワンショットに出演している。以下にTPBなどにまとめられているエピソードを示す。
| タイトル                             | 収録内容                                                                          | ISBN              |
| シリーズ以前のTPB                    | シリーズ以前のTPB                                                                 | シリーズ以前のTPB |
| ------------------------------------ | --------------------------------------------------------------------------------- | ----------------- |
| Ties That Bind                       | Nightwing: Alfred's Return #1, Nightwing #1-4 (ミニシリーズ)                      | 978-1563893285    |
| ナイトウィング                       |                                                                                   |                   |
| A Knight in Blüdhaven                | Nightwing #1-8 (レギュラーシリーズ)                                               | 978-1563894251    |
| Rough Justice                        | Nightwing #9-18                                                                   | 978-1401255336    |
| Love and Bullets                     | Nightwing #1/2, 19, 21-22, 24-29                                                  | 978-1401260873    |
| A Darker Shade of Justice            | Nightwing #30-39, Nightwing Secret Files & Origins #1                             | 978-1563897030    |
| The Hunt for Oracle                  | Nightwing #41-46, Birds of Prey #20-21                                            | 978-1401265021    |
| Big Guns                             | Nightwing #47-50, Nightwing Secret Files & Origins #1, Nightwing 80 Page Giant #1 | 978-1401201869    |
| On the Razor's Edge                  | Nightwing #52 & 54-60                                                             | 978-1401204372    |
| Year One                             | Nightwing #101-106                                                                | 978-1401204358    |
| Mobbed Up                            | Nightwing #107-111                                                                | 978-1401209070    |
| Renegade                             | Nightwing #112-117                                                                | 978-1401209087    |
| Brothers in Blood                    | Nightwing #118-124                                                                | 978-1401212247    |
| Love and War                         | Nightwing #125-132                                                                | 978-1401214630    |
| The Lost Year                        | Nightwing #133-137, Nightwing Annual #2                                           | 978-1401216719    |
| Freefall                             | Nightwing #140-146                                                                | 978-1401219659    |
| The Great Leap                       | Nightwing #147-153                                                                | 978-1401221713    |
| その他の                             |                                                                                   |                   |
| Nightwing/Huntress                   | Nightwing/Huntress 4-issue miniseries                                             | 978-1401201272    |
| The New 52                           |                                                                                   |                   |
| Nightwing Vol.1: Traps and Trapezes  |                                                                                   | 978-1401237059    |
| Nightwing Vol.2: Night of the Owls   |                                                                                   | 978-1401240271    |
| Nightwing Vol.3: Death of the Family |                                                                                   | 978-1401244132    |
| Nightwing Vol.4: Second City         |                                                                                   | 978-1401246303    |
| Nightwing Vol.5: Setting Son         |                                                                                   | 978-1401250119    |
| グレイソン                           |                                                                                   |                   |
| Grayson Vol.1: Agents Of Spyral      |                                                                                   | 978-1401257590    |
| Grayson Vol.2: We All Die At Dawn    |                                                                                   | 978-1401257606    |
| Grayson Vol.3: Nemesis               |                                                                                   | 978-1401262761    |
| Grayson Vol.4: A Ghost in the Tomb   |                                                                                   | 978-1401267629    |
| Grayson Vol.5: Spyral's End          |                                                                                   | 978-1401268251    |
| DC Rebirth                           |                                                                                   |                   |
| Nightwing Vol.1: Better Than Batman  |                                                                                   | 978-1401268039    |
| Nightwing Vol.2: Back to Blüdhaven   |                                                                                   | 978-1401270858    |
| Nightwing Vol.3: Nightwing Must Die  |                                                                                   | 978-1401273767    |
| Nightwing Vol.4: Blockbuster         |                                                                                   | 978-1401275334    |
| Nightwing Vol.5: Raptor's Revenge    |                                                                                   | 978-1401278816    |

Nightwing61号から100号までのほとんどの号はTPBにまとめられていない。65・66号はBruce Wayne: Murdererに、68・69号はBruce Wayne: Fugitiveに収録されている。97号から99号まではバットマンのWar Gameアークの一部である。
Prestige one-shots
- Nightwing: The Target
- Batman/Nightwing: Bloodborne

### 担当した作家
- チャック・ディクソン, 1996年（1号）から2002年（70号）まで。2005年の101号から106号までのNightwing Year Oneでもスコット・ビーティと共に作家を担当した。
- デヴィン・グレイソン, 1997年(Nightwing Annual1号)および2002年 (71号)から2006年 (117年)まで。例外として101号から106号まではディクソンとビーティが執筆した。
- ブルース・ジョーンズ, 2006年 (118号)から2006年 (124号)まで。
- マーブ・ウルフマン, 2006年 (125号)から2007年 (137号)まで。
- マーク・アンドレイコ, 2007年(Nightwing Annual 2号)
- ファビアン・ニシーザ, 2007年 (138号)から2007年 (139号)まで。
- ピーター・トマジ, 2008年 (140号)から。

## その他のバージョン

### アース2
1960年代にマルチバース構想がDCによって紹介されると、1930年代後半から1940年代に紹介されたキャラクターたちは、「アース2」と呼ばれ歳をとることができるパラレルワールドの住人たちは切り離され、それまでに出版された（いうなれば若々しい）バージョンは「アース1」の住人であると位置づけられた。加えて1940年代のロビンは『ジャスティス・リーグ・オブ・アメリカ』Vol.1第55号という早い段階で、バットマンの跡を継ぐゴッサム1のクライムファイターとして大人の姿で再紹介された。師匠と袂を分かち、ナイトウィングとなったアース1のカウンターパートと違ってこのバージョンはバットマンのユニフォームのいくつかの要素（二枚のコウモリの羽で囲んだ円にRの文字を入れる、など）をまねたものを着込んでいる。彼の若きドッペルゲンガーが大学に飛び級で入学し退学している一方で、彼は更に勉学に励み法律学の学位を取得するまでに至っている。最終的に後にCranston, Grayson and Wayne法律事務所となる事務所で見習い弁護士となっている。
ロビンは半引退したバットマンの穴埋め要員としてジャスティス・ソサエティ・オブ・アメリカに迎え入れられた。任期中に、彼は幾人かのメンバー、特にジョニー・サンダーと親交を深める一方で、自分をメンバーとして認めようとしないホークマンに対して敵愾心を深めていった。  数年後、ロビンや彼のヒーロー活動の同士達はアースプライムの住人でスーパーヴィランに転身したキャリー・ベイツを巡るいざこざを背景としたジャスティス・リーグの手にかかり、命を落とした。彼は間もなく甦った。これをきっかけに、彼は伝統的なユニフォームと配色に戻した。
過去のゴッサムシティでクライムファイティング活動をしていた1970年代半ば、グレイソンは短期間だが南アフリカの米国大使になりゴッサムを去っていた時期があった。作家のゲリー・コンウェイによるとロビンの新たなジャスティス・ソサエティシリーズへの参入は『現在への賛同（a nod to the present）』なのだと言う。彼がジャスティス・ソサエティに再び関わる切っ掛けになったのはヴィランであるブレインウェイブとパー・デガトンによる世界を破滅に導く企みであった。それを機に、彼はゴッサムに帰還している。彼はバットマンと合流し、ジャスティス・ソサエティ、ジャスティス・リーグ、シャザムのスコードロン・オブ・ジャスティスがジョーカーを含む幾人かの犯罪者達を討つのを助けた。
まもなく、警察本部長となったブルース・ウェイン（サイコ・パイレートの影響下にあった。）はロビンやほかのかつての引退したメンバーを操作して現在のジャスティス・ソサエティを攻撃させた。ロビンは次いで、ウェインが警察官としてのキャリアの初期に逮捕した知的犯罪者ビル・ジェンセンに対処する為にジャスティス・ソサエティやブルースの娘ハントレス（ヘレナ・ウェイン）へのアシストに活発になる。ジェンセンはどういうわけか魔力を身につけ、脱獄し自分を陥れた（と信じている）ウェインへの復讐を誓った。ロビンとハントレスはジェンセンがSAの動きを封じゴッサムのツイントレードタワーを脅迫し、果てはバットマンを巻き込み自爆する様子をどうすることも出来ずに見ていた。最終的に彼らや他のジャスティス・ソサエティのメンバー達はジェンセンに能力を分け与え、世界からヒーローの概念を取り除こうと企てたFredric Vauxの一体を追跡した。
グレイソンは事件の後ゴッサムを去った。彼が戻って来たのはジョーカーが引退から復帰した時のことだった。バットマンの服装とアイデンティティを引き継ぎ、彼の存在はジョーカーにとってハントレスに逮捕されることなど何でもない程に魅力的だった。彼はゴッサムの組織犯罪の黒幕を突き止めることに成功した。この時点で、彼は表に出さないがハントレスに対する想いを深くしており、中が進展する前にゴッサムを離れた。
グレイソンは後にジャスティス・ソサイエティに対してバットマンの日記を巡る一件で無理矢理起訴をさせられた。その日記はウェインがバットマンとしてのアイデンティティを成立させる為に左利きで書かれており、世界有数のヒーローチームがナチスの協力者であることを遠回しに語っていた。グレイソンはパー・デガトンの新たな計画を指摘する一節の中に隠された証拠を見つけ、計画を挫いた。彼はヘレナから彼女の父親が手記の執筆中に末期癌に冒されていたこと知った。
1985年の『クライシス・オン・インフィニット・アース』ではDCマルチバースのうち5つのユニバースを除いて、アース2を含む全てのユニバースは太古の時代からの単一のユニバースとしてリスタートしたユニバースに破壊された。このクライシスによってアース2は「決して存在せず」、アース2のロビンは遡及的に歴史から抹消され、彼の過去の要素はアース1バージョンに混入され、新たに近代的な続編を作り出すのに役立った。ロビンや他の全ての現在省かれているヒーロー達は太古の戦いによって過去のない存在として存在している。ロビンとハントレスは反物質宇宙からやってきたシャドウデーモンたちから無辜の市民達を守っている最中死を迎えた。しかし、このバージョンのロビンとハントレスはいくつかの次元に存在し、二人は初代スタースパングルドキッドによって言及されており、後者についてはジャスティス・ソサエティと時間旅行するヴィランであるエクスタントを巡る事件に取りかかっている。

### キングダム・カム
1996年のミニシリーズ『キングダム・カム』では「レッドロビン」と名乗っている。バットマンとは決別し、スーパーマン率いるジャスティス・リーグに最初期から参加する。スターファイヤーとの間に「ナイトスター（マリ・グレイソン）」という子供をもうけており、彼女もまたヒーローとして活動している。
後に「レッドロビン」のシリーズが出版されるが、その時の主人公は3代目ロビンであるティム・ドレイクがこの名前を名乗っている。

### The New 52
52種類の新たなユニバースが紹介されたイベント『The New 52』の後、新たな（ロビンが生き残った）アース2が紹介され、アース2が本当に破壊されたのか、または新たなアース2によって取って代わられたのかについての諸説が挙げられた。2008年夏に出版された『Justice Society of America Annual』#1では、シルバー・スカラベはクライシスという出来事はこのアース2の人々によって記憶されており、彼らの視座では、アース2はクライシスを生き残った唯一のユニバースにみえるらしい。確かなのはロビンやハントレス、彼らの仲間のジャスティス・ソサエティ・オブ・アメリカのメンバー達は皆生存しており、クライシス発生以前とそっくり同じようであるということである。
実際、『Justice Society of America』#20(2008年12月)ではスターマンはDCマルチバースの再膨張の最中、ロビンを含む全ての住人と共にアース2は復活したのだと説明している。

### タイニー・タイタンズ
ティーン・タイタンズのキャラクターたちが小学生となった日常を描いたスピンオフ作品『タイニー・タイタンズ』ではメインキャラクターとして登場している。時系列などは無視されているため、ディック、ジェイソン、ティム、ステファニー、ダミアン等の歴代ロビンが一堂に会し、ディックは子守などをさせられている。エピソードによってはナイトウィングのコスチュームで登場している。

## 映画

### 実写映画
バットマン (1989年の映画)

特別版DVDでは、特典として彼の両親がジョーカーに殺される場面を描いた絵コンテ動画が収録されている。絵コンテではDCアニメイテッド・ユニバースからバットマン役のケヴィン・コンロイとジョーカー役のマーク・ハミルがそれぞれの役を再演する一方で、ジェイソン・ヒルハウスがディック・グレイソンの声を担当した。この映画の監督ティム・バートンはロビン役にリッキー・アジソン・リードを採用しようと考えていたが、後にロビンが話に要らないだろうと考え、ロビンの出番をばっさりカットした。
バットマンリターンズ
マーロン・ウェインズが当初は1992年の映画『バットマン・リターンズ』でロビンを演じることになっていたが、制作者側が、あまりにも登場人物が多すぎると考えたので、ロビンの登場はカットとなった。初期の脚本では、テクノロジーに通じるストリートキッドであり、ペンギンに殺されかけて命からがら逃げきったバットマンを助け出す役回りであった。彼はバットマンとペンギンの最終対決で決定的な役割を果たすはずであった。その脚本では彼は単にロビンと呼ばれており、本名は明かされていない。彼は続編l（『バットマン・フォーエヴァー』）への登場が予定されていたが、監督がティム・バートンからジョエル・シュマッカーに変更になり、ロビン役の俳優も変わってしまった。
バットマン・フォーエヴァー／バットマン & ロビン Mr.フリーズの逆襲
1995年の映画『バットマン・フォーエヴァー』とその続編で1997年に公開された『バットマン & ロビン Mr.フリーズの逆襲』において、クリス・オドネルがディック・グレイソン/ロビンを演じた。グレイソンの両親と兄弟は、ゴッサムサーカスの公演中に、トゥーフェイスによって殺害された。『フォーエヴァー』での衣装は、緑と赤を基調とした伝統的なロビンのコスチュームだった。また、コスチュームにはティム・ドレイクが着ていたものに強く似せる変更が施されていた。
『バットマン & ロビン Mr.フリーズの逆襲』では新しい衣装にチェンジし、鋳造されたものである点やケープ、ユーティリティベルト、ニップレスの追加、ロゴの色が青ではなく真紅である点などを除けばナイトウィングのそれに近い。また最終決戦では彼とバットマン、バットガールは新たなコスチュームを披露し、ロゴの色がアイスブルーに変更されている。

### アニメ映画
レゴバットマン ザ・ムービー (2017年)
声 - マイケル・セラ、日本語吹替 - 小島よしお
ニンジャバットマン (2018年)
声 - 小野大輔、英語吹替 - アダム・クロアズデル
ティーン・タイタンズ・ゴー! トゥ・ザ・ムービーズ (2018年)
声 - スコット・メンヴィル

## ドラマ
実写テレビドラマ
1943年と1949年に制作された。1940年代に制作された2つの連続活劇では二人の役者がディック・グレイソン=ロビンを演じた。ダグラス・クロフトは1943年のBatmanでロビンを演じ、ジョニー・ダンカンは1949年の続編Batman and Robinで役を引き継いだ。
バットマン (テレビシリーズ)
俳優のバート・ウォードは1966年から1968年まで続いたバットマンテレビシリーズでディック・グレイソン/ロビンを演じた。同番組ではロビン=グレイソンをよりバットマン神話に対して欠くべからざるものにした。シリーズではディックは（養子というよりか）被後見人であり、Woodrow Roosevelt High Schoolに通っている。ロビンは'Holy'ではじまり'Batman'で終わる気の利いた冗談を飛ばすことで知られていた。例えば"Holy Haberdashery, Batman!"、"Holy atomic pile, Batman!"といった具合である。バート・ウォードは1966年のこのシリーズの映画版でもロビン役を演じている。
ゴッサム・シティ・エンジェル
テレビシリーズ『ゴッサム・シティ・エンジェル』のあるエピソードで、ディック・グレイソンはバーバラ・ゴードンによって言及されている。
TITANS/タイタンズ
2018年にストリーミング放送で配信されたティーン・タイタンズのメンバーを主演にした実写ドラマ。ディック・グレイソン役をブレントン・スウェイツが演じる。日本語吹き替えは梶裕貴。

## アニメ

### DCアニメイテッド・ユニバース
1992年から始まるDCアニメイテッド・ユニバースでは、ディック・グレイソンは、まずロビンとして、それからナイトウィングとしてテレビアニメ『バットマン』シリーズ全体を通して登場した。このときの声優はLoren Lester。エミー賞受賞回「ロビンの復讐」では、ディックのロビンとしてのオリジンが描かれている。
ディックの過去について大部分は同じだが、彼のコスチュームはより近代的なモノ（短い袖、ロングパンツ）に改められており、ティム・ドレイクのオリジナルスーツにかなり似ている。「Batgirl Returns」ではバーバラ・ゴードンが同じ大学に通い、お互いかなり強い恋愛感情を抱いていたが、どちらも相手の正体（ロビンおよびバットガール）である事は知らず（「Shadow Of The Bat」では共演していたが進展はなかった）、彼らの関係は長編OVA『バットマン サブゼロ 凍りついた愛』（Batman & Mr. Freeze: Subzero）でのプロットの要素の一つとなった。
ディックは「Old Wounds」というエピソードでロビンを辞め、ゴッサムを去った。バットマンの支配的で無慈悲な振る舞いを巡って対立をしたのが切っ掛けとなり、その際ディックはバットマンの顔面を殴りつけている。数年後、ディックはナイトウィングとして戻り、バットマンと共闘する一方で両者が完全に和解する事はなかった。しかしナイトウィングは後任であるティム・ドレイクとは強固な絆を結んでいる。
テレビ番組をベースにしたスピンオフコミック『Batman Adventures』では「The Lost Years」というストーリーが『Batman: The Animated Series』の最後と『The New Batman Adventures』が始まるまでのギャップを埋める内容となっており、DCAU版のグレイソンがナイトウィングになるまでの旅が描かれている。未来を舞台にしたシリーズ『バットマン・ザ・フューチャー』ではディックは生存しており、舞台となる時代でもナイトウィングとして活躍していることが仄めかされている。『ジャスティス・リーグ・アンリミテッド』のエピソード「Epilogue」では『バットマン・ザ・フューチャー』の最終回以後ディックがブルース・ウェインのバットマンとしての後継者テリー・マクギニスに会っていることが仄めかされている。
ディック･グレイソンは『ジャスティス・リーグ (アニメ)』の「The Savage Time」という回で異なる時間軸に存在するブルース・ウェインのサベッジ政権に対するレジスタンス組織のメンバーとしてセリフなしのカメオ出演をしている。 彼はレジスタンスの一員らしきバーバラ・ゴードンとロマンチックな時間を過ごしていた。ディックはナイトウィングとして『ジャスティス・リーグ・アンリミテッド』の「Grudge Match」という回にほんの少しだけ出ており、近隣のブルードヘイブンに拠点を移し自分の道を進んでいるようだった。

### テレビアニメ
ディック・グレイソンは、DCコミックスの初期のスーパーヒーローもののアニメの多くに登場している。以下に登場作の一部である。
The Batman/Superman Hour (1968年-1969年)
フィルメイション製作。
Batman with Robin the Boy Wonder (1969年)
フィルメイションの前シリーズの一部を再放送用に再構成している。
スーパーフレンズ (1975年-1985年)
ハンナ・バーベラ・プロダクション製作のいくつか。ロビンの登場作は以下。
- Super Friends
- The All-New Super Friends Hour
- Challenge of the SuperFriends
- The World's Greatest Super Friends
- Super Friends (1980)
- Super Friends: The Legendary Super Powers Show
- The Super Powers Team: Galactic Guardians
- The New Adventures of Batman フィルメイション製作。1977年。

これらはすべてバットマンとのペアとして登場し、二人は切っても切りはなせないデュオとして描かれている。こうした事を背景に原作コミックスではリーダーを務めるまでになっているのにもかかわらず、The Batman/Superman Hourでのティーンタイタンズの活躍を描いたエピソードではディックは登場していない。バート・ワードがThe New Adventures of Batmanでキャラクターの声をあてに戻ってきたときの例外を除いて、ケイシー・ケイサムがこれらの番組でキャラクターの声を担当している。
ティーン・タイタンズ
ロビンはアニメにコミックス同様チームリーダーとして登場している。ジャンプシティがスターファイアの脅威にさらされた際にビーストボーイ、サイボーグ、レイブンと結託して、更に彼女を捕まえたエイリアン達に立ち向かった（「タイタンズライジング」）。ロビンは一般的にはチーム1のリーダーとして尊敬されているが、内面では勝利に対して分別のつかない強迫観念によって突き動かされており、時としてチームメイトから反発を招いている。 （「仲間割れのピンチ」、「レッドエックス」、「ヒーロー大集合」、「ロビンの修行」）
シリーズでは一度も彼の本名が明示された事はないが、ある程度彼がディック・グレイソンであるという例証がある。「友情は永遠?「では未来のロビンがナイトウィングとして登場している。「もう1人のロビン」ではロビンに似たロビンを崇拝する異次元から来たキャラクターの名前がNosyarg Kcidと名乗っている。これはDick Graysonの名前を逆から読んだものである。「スレイドの亡霊」でレイブンが一時的にロビンの精神を支配した時、フラッシュバックした場面の一つで空中ブランコから落下する二人の人物が現れている。これはコミックのディック・グレイソンの両親の運命と符合する。「Go」ではジャンプシティに初めて現れたロビンが「and now, I work alone」というセリフを発している。これはディック・グレイソンのバットマンとの劇的な別離の際のセリフと全く同じである。同エピソードではスターファイアがロビンとキスをする事で英語を習得しており、これはコミックにおいてディック・グレイソンの行動である。詳細については映画『ティーン・タイタンズ 東京で大ピンチ!』で裏付けられている。
設定ではこのアニメ以降3代目ロビンであるティム・ドレイクの設定が衣装・棒術等混同している。
ロビンは現在番組をベースにしたスピンオフコミック『ティーン・タイタンズ GO!』に登場している。47号ではロビンがディック・グレイソンであるという裏付けがなされている。「Apprentice」というアークではスレイドがロビンにとっての父親のような存在になりたいと言う旨のコメントをしており、彼はそれにたいして「父親なら既にいる。」と返答しており、次のコマでは何匹かのコウモリが飛んでいる。
コミックのカウンターパートと同じく、スターファイアとはロマンチックな関係を築いている。番組ではおおっぴらに彼女への感情を表した事はないが、彼女が婚約した際には気が狂ったように嫉妬したり、戦闘で他のチームメイトを打ちのめす最中でも彼女と戦う事ができないなど重大なヒントが多く存在する。この他、彼は他のメンバーより多くスターファイアを守っており、落下する彼女を受け止めるなど戦闘中にいつも彼女を救っている。映画『ティーン・タイタンズ 東京で大ピンチ!』では他の男にキスをした時に嫉妬し、かつてされたキスがただ単に英語を学ぶ為であったことを知って動揺していた。彼女が彼にキスをしようとした時、彼は自分たちはただのヒーローであるとして拒んだ。しかしその後過ちを認め再びキスをしようとするが妨害されてしまう。最終決戦の後、彼らは遂にキスをし、その後は手をつないでいた。
ザ・バットマン
ザ・バットマン第4シーズンよりディック・グレイソン/ロビンとしてキャストに含まれている。声優はエヴァン・サバラ。日本語版は小野塚貴志。このコンティニュイティにおいてディックはバーバラ・ゴードン（＝バットガール）とは最初から最後まで口喧嘩が絶えなかった。おそらくはチームに迎えられるのにかなりの時間を要したバーバラがブルースに即座に受け入れられたディックに嫉妬した為である。しかし二人はいつも最終的には協力しあっており、ブルースが彼らをパートナーというよりお子様として扱っていると言う点では同意していた。近年のほぼ全ての翻案物とは違い、ブルースとディックの間にほとんどと言っていい程衝突がなかった。永遠なる任務というエピソードでは未来のバットマンのチームが描かれ、ディック・グレイソンがロビンではなくナイトウィングとして登場している。ジェリー・オコネルがこのエピソードの声を担当した。ナイトウィング（ティーンタイタンズでのデビュー時のコスチュームを着ていた）はThe Metal Face of Comedyというエピソードでディックが作ったオンライン版モータルコンバット風の格闘ゲームのキャラクターとして再登場した。
バットマン:ブレイブ&ボールド
バットマン:ブレイブ&ボールドには、ゲストとしてシーズン1、シーズン2に一度ずつ出演している（声 - 小野塚貴志/英 - クロフォード・ウィルソン、ジェレミー・シャダ（少年期））。
どちらのエピソードでも、いつまでたってもバットマンのサイドキック扱いなのに反発し、自立したヒーローになりたいという反抗心と自立心に満ちたキャラクターとして描写されている（しかし、自立したヒーローだとバットマンに認めてもらいたい、という発想を抱くこと自体が、まだバットマンに精神的に依存して自立できていないということでもある）。
ヤング・ジャスティス
アニメ『ヤング・ジャスティス』のシーズン1にロビンとして登場。声優はジェシー・マッカートニー。日本語版は小野塚貴志。ジャスティスリーグのヤングヒーローチームのメンバー。5年後のシーズン2ではティム・ドレイクを新ロビンとして、ナイトウイングを名乗り、チームのリーダーとなる。

### 長編アニメ・OVA
ジャスティス・リーグ ニューフロンティア (2008年)
ディック・グレイソンはロビンとして登場した。ロビンがオリジナルのコスチュームを着て登場したのはThe New Batman Adventuresの1999年のエピソード"Legends of the Dark Knight"を除いてThe Super Powers Team: Galactic Guardiansの終盤以来の出来事である。彼の声はShane Habouchaが担当した。今作では、バットマンは自分を怯えた純粋なロビンを、明らかにチャイルド（12歳未満の子供）としてではなくティーンエイジャーとして養子に迎えられている。彼らの邂逅を巡る状況については明かされていない。ロビンはスーパーマンを格好良いと考えており、バットケイブではアクロバットの離れ業を披露している。
バットマン:アンダー・ザ・レッドフード (2010年)
サン・オブ・バットマン (2014年)
バットマン VS. ロビン (2015年)
バットマン:バッド・ブラッド (2016年)
バットマン:キリングジョーク (2016年)
Batman: Return of the Caped Crusaders (2016年)
バットマン&ハーレイ・クイン (2017年)

## ゲーム
- バットマン・ジ・アニメシリーズ - ロビンとして
- ジ・アドベンチャー・オブ・バットマン&ロビン - ロビンとして(メガドライブ、メガCD、ゲームギアで操作可能)
- バットマン・フォーエバー - ロビンとして (操作可能)
- バットマンフォーエヴァー・ジ・アーケードゲーム - ロビンとして (操作可能)
- バットマン&ロビン - ロビンとして (操作可能)
- バットマン・カオス・イン・ゴッサム - ナイトウィングとして
- バットマン・ゴッサムシティ・レーサー - ナイトウィングとして
- バットマン: Rise of Sin Tzu - ナイトウィングとして (操作可能)
- レゴ・バットマン ザ・ビデオゲーム - ナイトウィングとして (操作可能)[26]
- DCユニバースオンライン- ナイトウィングとして
- バットマン アーカム・シティ - ロビンとして (操作可能)
- インジャスティス:神々の激突 - ナイトウィングとして (操作可能)
- バットマン アーカム・ナイト - ナイトウィングとして (操作可能)